# Platythomisus nigriceps
Platythomisus nigriceps là một loài nhện trong họ Thomisidae.
Loài này thuộc chi Platythomisus. Platythomisus nigriceps được Mary Agard Pocock miêu tả năm 1899.